# 細田雅弘
細田 雅弘（ほそだ まさひろ、1961年7月23日 - ）は、日本の男性アニメ演出家・監督。東映アニメーション所属。
埼玉県出身。代表作は『ガイキング LEGEND OF DAIKU-MARYU』、『ドラゴンボールZ 神と神』。

## 来歴
1982年、東映アニメーションに入社。この頃、森下孝三を師匠とする。
1984年、『ビデオ戦士レザリオン』第30話「ハワイ決戦の日」で演出デビュー。以降、東映アニメーション作品を中心に絵コンテ、演出、監督として活動している。
2013年、監督を務めた劇場アニメ『ドラゴンボールZ 神と神』は興行収入29.9億円を記録した。

## 参加作品

### テレビアニメ
1982年
- 銀河旋風ブライガー（制作進行）
- 銀河烈風バクシンガー（1982年 - 1983年 、制作進行）

1983年
- 光速電神アルベガス（1983年 - 1984年、制作進行）

1984年
- ビデオ戦士レザリオン（1984年 - 1985年、演出・制作進行）

1987年
- ゲゲゲの鬼太郎（演出助手）
- 聖闘士星矢（1987年 - 1989年、演出・演出助手）

1989年
- 悪魔くん（演出）
- 魔法使いサリー（1989年 - 1991年、演出）

1990年
- NG騎士ラムネ&40（絵コンテ・演出）

1991年
- 少年アシベ（絵コンテ）

1992年
- キン肉マン キン肉星王位争奪編（絵コンテ・演出）
- サラダ十勇士トマトマン（1992年 - 1993年、絵コンテ・演出）
- 南国少年パプワくん（1992年 - 1993年、絵コンテ・演出）
- ドラゴンボールZ（1992年 - 1993年、演出）
- ノンタンといっしょ（1992年 - 1994年、演出）

1993年
- 風の中の少女 金髪のジェニー（絵コンテ）
- 平成イヌ物語バウ（1993年 - 1994年、絵コンテ・演出）
- クレヨンしんちゃん（1993年 - 1994年、絵コンテ・演出）
- 蒼き伝説 シュート!（1993年 - 1994年、演出）

1994年
- 愛と勇気のピッグガール とんでぶーりん（1994年 - 1995年、絵コンテ・演出）
- 赤ずきんチャチャ（1994年 - 1995年、絵コンテ・演出）
- 真拳伝説タイトロード（演出）

1995年
- 空想科学世界ガリバーボーイ（演出）
- スカイサーファー ストライク フォース（演出）
- ママはぽよぽよザウルスがお好き（1995年 - 1996年、絵コンテ・演出）

1996年
- 美少女戦士セーラームーンセーラースターズ（1996年 - 1997年、演出）

1997年
- キューティーハニーF（演出）

1998年
- アニメがんばれゴエモン（絵コンテ・演出）
- アリスSOS（絵コンテ・演出）
- 遊☆戯☆王（演出）
- グランダー武蔵RV（絵コンテ・演出）
- ガサラキ（絵コンテ）
- バブルガムクライシス TOKYO 2040（1998年 - 1999年、絵コンテ・演出）

1999年
- 金田一少年の事件簿（演出）
- コレクター・ユイ（1999年 - 2000年、絵コンテ・演出）
- ゴクドーくん漫遊記（絵コンテ）
- HUNTER×HUNTER（1999年 - 2000年、絵コンテ・演出）

2000年
- ゲートキーパーズ（演出）
- GEAR戦士電童（絵コンテ・演出）

2001年
- 遊☆戯☆王デュエルモンスターズ（2001年 - 2003年、絵コンテ・演出）
- The Soul Taker 〜魂狩〜（絵コンテ）
- PROJECT ARMS The 2nd Chapter（絵コンテ）

2002年
- X -エックス-（演出）
- 電光超特急ヒカリアン（絵コンテ・演出）

2003年
- 高橋留美子劇場 人魚の森（演出）
- 京極夏彦 巷説百物語（絵コンテ・演出）
- ハングリーハート WILD STRIKER（絵コンテ・演出）
- 真月譚 月姫（絵コンテ）
- 金色のガッシュベル!!（2003年 - 2005年、演出）

2004年
- ボボボーボ・ボーボボ（2004年 - 2005年、演出）
- 名探偵コナン（2004年、2007年 - 2008年、絵コンテ・演出）
- 冒険王ビィト（2004年 - 2005年、演出）

2005年
- 地獄少女（絵コンテ・演出）
- ガイキング LEGEND OF DAIKU-MARYU（2005年 - 2006年、シリーズディレクター・絵コンテ・演出）

2006年
- メジャー（第2シリーズ、絵コンテ）
- ヤマトナデシコ七変化♥（絵コンテ）
- 祝!(ハピ☆ラキ)ビックリマン（2006年 - 2007年、演出）

2007年
- ONE PIECE（2007年、2013年 - 、絵コンテ・演出）
- メジャー（第3シリーズ、絵コンテ・演出）
- ケンコー全裸系水泳部 ウミショー（絵コンテ）
- シグルイ（演出）
- 逆境無頼カイジ Ultimate Survivor（2007年 - 2008年、絵コンテ・演出）
- はたらキッズ マイハム組（2007年 - 2008年、演出）

2008年
- 君が主で執事が俺で（絵コンテ）
- ネオ アンジェリーク Abyss（絵コンテ）
- 恋姫†無双（絵コンテ）
- ネオ アンジェリーク Abyss -Second Age-（絵コンテ）
- スキップ・ビート!（絵コンテ）
- 週刊美肌一族（演出）
- ONE OUTS -ワンナウツ-（2008年 - 2009年、絵コンテ・演出）

2009年
- ねぎぼうずのあさたろう（絵コンテ・演出）
- 怪談レストラン（2009年 - 2010年、絵コンテ・演出）
- 夢色パティシエール（演出）
- 11eyes（絵コンテ・演出）
- 獣の奏者 エリン（絵コンテ）
- こばと。（演出）
- 真・恋姫†無双（演出）

2010年
- RAINBOW-二舎六房の七人-（演出）
- デジモンクロスウォーズ（2010年 - 2012年、絵コンテ・演出）
- そらのおとしものf（絵コンテ・演出）

2011年
- 変ゼミ（演出）
- ダンボール戦機（絵コンテ・演出）
- NARUTO -ナルト- 疾風伝（2011年 - 2012年、絵コンテ）

2012年
- 新テニスの王子様（演出）
- NARUTO -ナルト- SD ロック・リーの青春フルパワー忍伝（絵コンテ・演出）
- トリコ（2012年、演出）
- めだかボックス（絵コンテ）
- 聖闘士星矢Ω（絵コンテ）

2015年
- ヒーローズ 〜バトルディスク伝説〜（監督）

2016年
- パズドラクロス（絵コンテ）

2017年
- 遊☆戯☆王VRAINS（監督〈第1話 - 第13話〉・コンテ・演出）

2019年
- バミューダトライアングル 〜カラフル・パストラーレ〜（絵コンテ・演出）
- ナカノヒトゲノム【実況中】（絵コンテ・演出）

2020年
- 痛いのは嫌なので防御力に極振りしたいと思います。（絵コンテ・演出）
- キミと僕の最後の戦場、あるいは世界が始まる聖戦（演出）

2021年
- 世界最高の暗殺者、異世界貴族に転生する（絵コンテ・演出）

2022年
- Extreme Hearts（絵コンテ・演出）
- それでも歩は寄せてくる（演出）

2023年
- ティアムーン帝国物語〜断頭台から始まる、姫の転生逆転ストーリー〜（絵コンテ・演出）

2024年
- 夜桜さんちの大作戦（絵コンテ・演出）
- 転生貴族、鑑定スキルで成り上がる（演出）
- 科学×冒険サバイバル!（監督）

2025年
- ブスに花束を。（演出）

### 劇場アニメ
1986年
- 劇場版 世紀末救世主伝説 北斗の拳（監督助手）

1987年
- 聖闘士星矢 邪神エリス（監督助手）

1988年
- 聖闘士星矢 神々の熱き戦い（監督助手）

2001年
- シャム猫 -ファーストミッション-（監督・絵コンテ）

2007年
- 真救世主伝説 北斗の拳 ラオウ伝 激闘の章（演出）

2010年
- 劇場版ポケットモンスター ダイヤモンド&パール 幻影の覇者 ゾロアーク（演出）

2013年
- ドラゴンボールZ 神と神（監督・絵コンテ）

2014年
- BUDDHA2 手塚治虫のブッダ -終わりなき旅-（絵コンテ）

### OVA
1987年
- G.I. Joe: The Movie（演出助手）

1992年
- 永遠のフィレーナ（演出）

1996年
- 地獄堂霊界通信（演出）

1998年
- 10ぴきのかえる（監督）
- 聖少女艦隊バージンフリート（監督・絵コンテ・演出）

2000年
- ストリートファイターZERO - THE ANIMATION -（演出）

2002年
- 聖闘士星矢 冥王ハーデス十二宮編（演出）

2003年
- HUNTER×HUNTER GREED ISLAND（演出）

2004年
- インタールード（第2話監督）
- HUNTER×HUNTER G・I Final（演出）

### Webアニメ
- アラド:宿命の門 THE FATE OF ARAD（2017年、総監督）

### ゲーム
- アンジェリークSpecial2（1996年、アニメーション演出）